# Краківський швидкісний трамвай

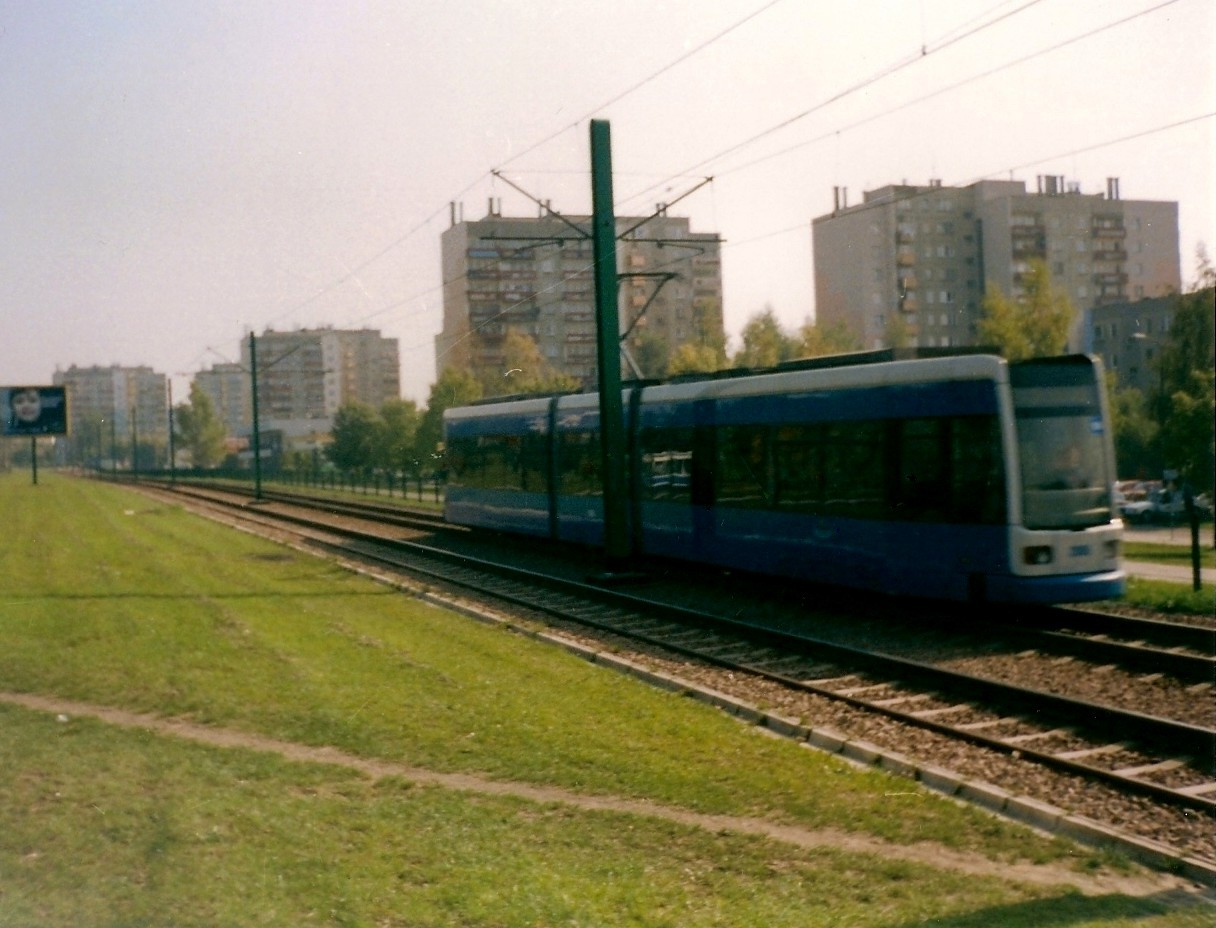
Трамвайне плотно вздовж вул. Вінцентія Вітоса (Wincentego Witosa) в житловому масиві Курдванув (Kurdwanów). На першому плані видний вагон NGT-6.

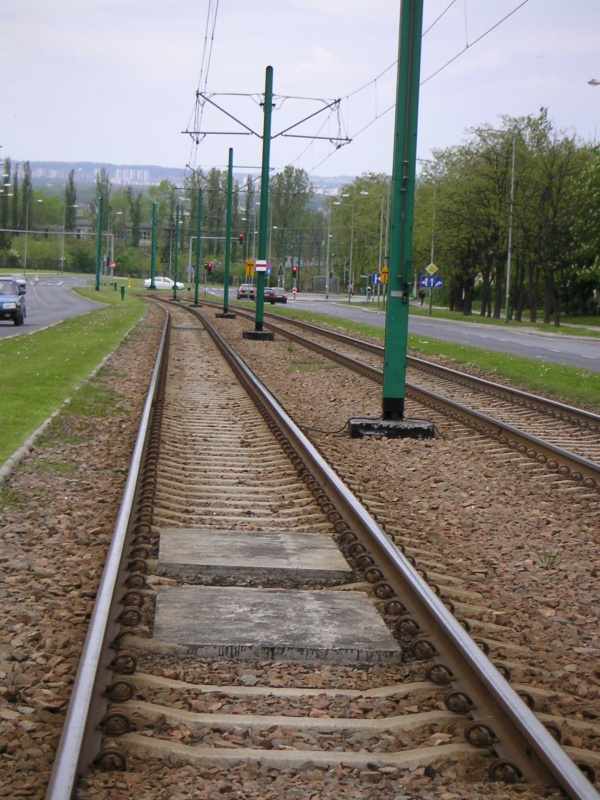
Полотно KST на вул. Новосондецькій (ul. Nowosądecka).

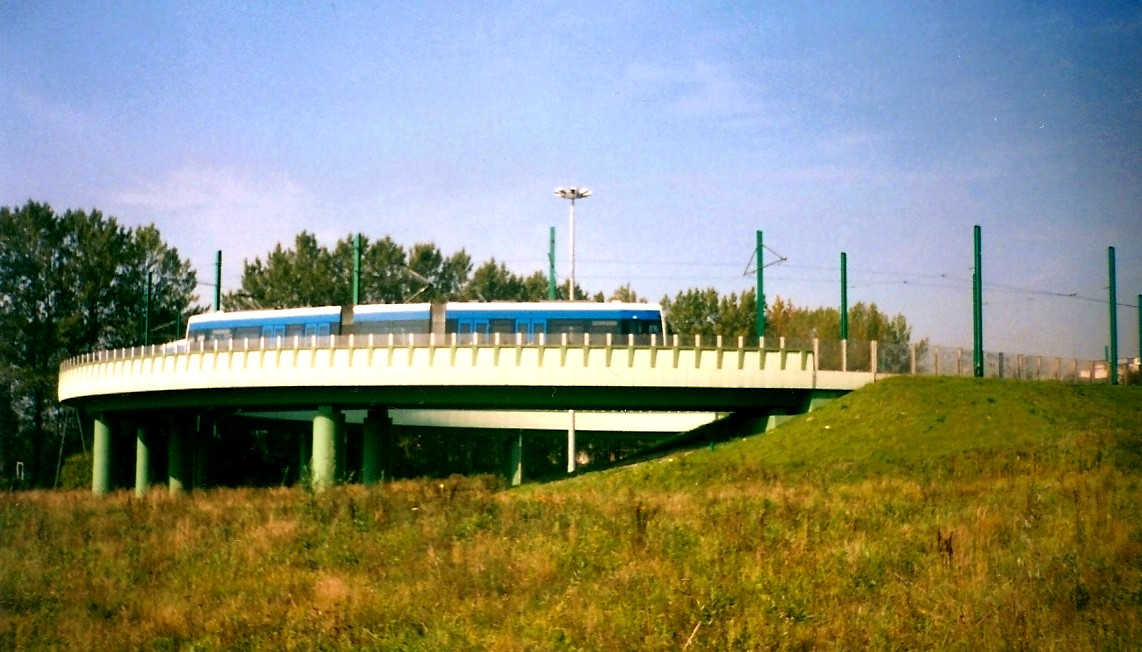
Кінцева зупинка на естакаді, що розташована на житловому масиві Курдванув (Kurdwanów), на ній видний вагон NGT-6.

Краківський швидкісний трамвай (пол. Krakowski Szybki Tramwaj) або (KST) — сучасний інвестиційний проєкт, який має забезпечити швидке сполучення південних та північних районів Кракова між собою, а також із вокзалом. Транспорт поєднує переваги метро і трамвая, частково має маршрут без перехресть, а також пріорітет на дорогах. Офіційне будівництво швидкісного трамвая розпочалося в 1990-х роках, а перший запуск із маршрутом від житлового масиву «Кроводжа Гурка» до Курдванува відбувся 12 грудня 2008 року.

## Характеристика
Станом на травень 2023 року трамвайна лінія 50 має довжину 14 км. Трамвайні колії проходять через перший у Польщі трамвайний тунель довжиною 1538 метрів, у якому потяги мають розвивати максимальну безпечну швидкість 60 км/год (наразі діють обмеження до 30 і 40 км/год). Протяжність трамвайної лінії 52 (станом на травень 2023 року) становить 18 км.

## Історія
У 1974 році було розпочато будівництво підземного тунелю першої лінії метрополітену в районі Головного залізничного вокзалу міста. До кінця 1989 року було збудовано лише 180-метрову ділянку під перонами станції. Подальше будівництво призупинили після політичних змін. У 1994 році був прийнятий Генеральний план розвитку міста Кракова, в якому від будівництва метро відмовилися на користь швидкого трамвая. Новий проєкт полягав у розбудові вже існуючої ділянки тунелю, який мав з'єднати північ-південь замість сходу-заходу міста. У 1995—1999 роках було побудовано ще 605 метрів тунелю під вулицею Любомирського. 12 грудня 2008 року запущено перший маршрут.
Будівництво Краківського швидкого трамвая поділено на кілька етапів:
- Етап ІА (введено в експлуатацію в жовтні 2000 р.) — Курдванув — вул. Величка[8].
- Етап IB (завершено в грудні 2008 р.) — Кільце Гжегужецке — Кроводжа Гурка з тунелем КШТ[8]..
- IIA етап (завершено в листопаді 2010 р.) — Кільце Гжегужецке — Малий Плашув[8]..
- Етап ІІБ (завершено 30 серпня 2015 р.) — вул. Величка — вул. Липська, з трамвайним шляхопроводом через залізничну станцію Краків-Плашув.
- III етап — Кроводжа Ґурка — Ґурка Народова та Кроводжа Ґурка — Азори. З 1 липня 2020 року дистанцію передали будівельній компанії, а перші роботи розпочалися 13 липня 2020 року[9].
- IV етап — вул. Мейснера — кільце на Містжейовіце. На 2022 рік ведуться проєктні роботи[10].
- V етап — Курдванув — кільце на вул. Червоні маки з тунелем під центром Івана Павла ІІ[11]. Розпочато роботи 18 липня 2018 року.

## Лінії
| Лінія | Старт          | Фініш                  | Тривалість | Зупинки | Інтервал [Хвилин] | Часи роботи  |
|       | Кроводжа Гурка | Курдванув              | 36 хв      | 23      | 5/10              | 5:00 — 23:30 |
|       | Червоні Маки   | Житловий масив П'ястув | 60 хв      | 34      | 5/10              | 5:00 — 23:00 |